# Anopheles parangensis
Anopheles parangensis este o specie de țânțari din genul Anopheles. A fost descrisă pentru prima dată de Frank Ludlow în anul 1914. Conform Catalogue of Life specia Anopheles parangensis nu are subspecii cunoscute.